# Derechos personales
Derechos personales o créditos son los que solamente pueden reclamarse de ciertas personas, que por un hecho suyo o la sola disposición de la Ley han contraído las obligaciones correlativas.
Dado que las obligaciones se establecen entre personas (un Sujeto activo y un Sujeto pasivo) se les llama derechos personales. Sin embargo si se toma en cuenta al sujeto activo como un acreedor que tiene la posibilidad de ejercer una acción judicial contra el deudor, fundada en su crédito, se le pasa a llamar derechos creditorios. Alternativamente, si se considera el sujeto pasivo que debe cumplir una prestación a la que está obligado, le daremos el nombre de obligaciones. 
Cualquiera sea la denominación escogida, los derechos personales, creditorios u obligaciones, suponen un vínculo jurídico establecido entre dos partes (una acreedora y otra deudora) por el cual la parte acreedora, puede demandar a la deudora el cumplimiento de una prestación, surgiendo para esta última una responsabilidad.
En el antiguo Derecho romano, hasta la Ley Poetelia Papiria, del año 286 a. C., entre deudor y acreedor nacía un vínculo físico, no jurídico, ya que el deudor respondía con su propia persona, a través del “nexum”, por la obligación contraída. A partir de la ley citada, la garantía de cumplimiento de las deudas contraídas, pasó a ser el patrimonio, y allí nació la relación o sujeción de derecho del deudor, con respecto al acreedor, para poder accionar por vía judicial, sobre los bienes del deudor, ante su incumplimiento, y no de hecho, sobre su persona física.
Se está frente a un derecho distinto a los derechos reales en su estructura; mientras lo que caracteriza al derecho real es una relación sujeto-objeto, a los derechos personales los caracteriza una relación entre sujetos.
El Derecho creditorio o personal, está dotado de menos eficacia porque solo permite que el acreedor persiga el pago de la deuda del propio obligado. De esto se sigue que el derecho real es de carácter absoluto Erga omnes y el personal relativo.
Son siempre temporales, aunque pueden llegar a tener una larga duración. El transcurso del tiempo tiene la virtud de hacer adquirir derechos reales (Usucapión), al paso que es factor de extinción de los derechos personales.

## Concepto y origen del término
Los derechos subjetivos patrimoniales pueden ser reales o personales. Los primeros no se ejercen respecto de una determinada persona, sino respecto de la cosa, como el derecho real de dominio, el usufructo, o la herencia. Por eso se llaman «reales», expresión que proviene del latín re que significa «cosa». Los derechos personales, en cambio, no se ejercen sobre una cosa, sino respecto de una determinada persona, como los contratos: la compraventa, el arrendamiento, el préstamo de dinero o el Contrato de trabajo. Todos los contratos son fuentes de derechos personales y de obligaciones.
Los llamados derechos in personam, como los denominaban los romanos, tienen una doble faceta. Por una parte está la obligación, que es su faz pasiva, y por otro lado se encuentra el derecho personal propiamente tal, que constituye la faz activa de la relación jurídica. Se trata, en el fondo, de dos caras de una misma moneda.
El derecho personal es una simple facultad de obtener o de exigir a un deudor una prestación o abstención está facultad supone que hay una relación entre sujeto activo y pasivo e implica la posibilidad de que el sujeto activo obtenga algo del pasivo  y únicamente puede obtenerse de un acto de conducta: el desarrollo de cierta actividad a favor del acreedor (El deudor le paga al acreedor)

## Acciones que lo protegen
El derecho personal es protegido por las acciones personales. Así, el contrato de hipoteca es amparado por la acción hipotecaria, el contrato de prenda por la acción prendaria o pignoraticia, los títulos de crédito por la acción cambiaria, etcétera.

## Elementos
- Sujeto activo o acreedor:Es aquella persona titular del derecho.

- Sujeto pasivo o deudor:Es aquella persona que está obligado a procurar al acreedor el beneficio del derecho, la realización de un hecho o una abstención.

- Prestación: Puede consistir en una dación, es decir, la transferencia o constitución de un derecho real por parte del deudor al acreedor;  en la realización de un hecho positivo por parte del deudor o en una abstención del deudor de realizar un hecho.

El acreedor tiene el derecho de exigirle al deudor, aún coactivamente, el cumplimiento de una prestación determinada, positiva o negativa.

## Características
- Los derechos personales son innumerables, ya que las partes pueden crear las relaciones que estimen convenientes a través del principio de la autonomía de la voluntad, con la única limitación que actúen en derecho.

- Tienen un carácter relativo, ya que solo se pueden exigir respecto de las personas que han contraído obligaciones correlativas.

- La intervención de tres elementos: acreedor, deudor y prestación.

- El derecho personal tiene doble cara, de crédito contemplado con relación al acreedor y deuda con respecto al deudor.

- Otorgan las acciones personales, que son aquellas por medio de las cuales el acreedor puede exigir el cumplimiento de la obligación al deudor.

## Diferencia con los Derechos Reales
•	Por su objeto: El derecho real recae inmediatamente sobre cosas; mientras que el de crédito exige una determinada conducta en el deudor (y solo a través de él podrá serlo, indirectamente, una cosa)
•	Por el sujeto pasivo: En el derecho real es colectivo e indeterminado mientras que en el derecho de crédito hay un sujeto pasivo individualmente determinado.
Por ello, el derecho real puede ejercitarse y hacerse efectivo contra todos, mientras que el derecho de crédito solo puede hacerse efectivo contra el deudor y sus causahabientes (herederos). De ahí la diferencia entre la acción real que protege al primero y la acción personal que protege al segundo.
•	Por el principio fundamental que los rige: En la creación y configuración de los derechos reales rige fundamentalmente la ley, mientras que en los derechos de crédito es fundamental la autonomía de la voluntad (voluntad autónoma de los particulares).
•	Por su modo de adquisición: Los derechos reales, al menos en los ordenamientos que, como el nuestro, siguen la teoría del título y el modo, no pueden nacer solamente del contrato, sino que precisan además, el modo de adquirir, mientras que los derechos de crédito nacen simplemente del contrato. Por otra parte, los derechos reales, salvo alguna excepción, pueden adquirirse por usucapión, cosa que no cabe en los derechos de crédito.
•	Por los efectos de su ejercicio: El derecho real se confirma con su ejercicio, mientras que el derecho de crédito se extingue con un ejercicio al ser satisfecho el derecho del acreedor.
•	Por su extinción: El derecho real se extingue cuando perece la cosa sobre que recae, mientras que en el derecho de crédito, cuando tiene por objeto indirecto cosas, el perecimiento de estas no lo extingue, y subsiste la obligación de cumplimiento en forma indemnización de daños y perjuicios.
•	Por su publicidad mediante el Registro de la Propiedad: Solo posible respecto de los derechos reales, a los que atribuye efectos especiales (fundamentalmente, la prioridad registral frente a la concurrencia de créditos y la defensa directa del titular frente a terceros).
Asimismo en ciertos casos, sobre todo en lo relativo a bienes muebles, también la posesión es un medio de publicidad de los derechos reales, de la que están excluidos los derechos de crédito.